# Midnight at the Lost and Found
Albums de Meat Loaf
Dead Ringer
(1981) Bad Attitude
(1984)
Midnight at the Lost and Found est un album de Meat Loaf sorti en 1983. Le dernier album de Meat Loaf sorti sous le label Epic Records jusqu'en 1998 avec The Very Best of Meat Loaf.
À la suite d'un conflit avec son auteur-compositeur Jim Steinman, Meat Loaf a été contraint de publier un nouvel album. Selon Meat Loaf, Steinman lui avait donné les chansons Total Eclipse of the Heart et Making Love Out of Nothing at All, mais la maison de disques de Meat Loaf refusa de payer pour Steinman. Ces titres sont alors confiés respectivement à la chanteuse Bonnie Tyler et au groupe Air Supply,.
Sans Jim Steinman, Meat Loaf doit trouver de nouveaux auteurs pour ses chansons, il s'implique alors dans l'écriture, où il est crédité sur quatre pistes sur l'ensemble de l'album, dont la chanson titre. Admettant plus tard qu'il n'était pas auteur-compositeur et qu'il n'avait pas aimé les titres qu'il avait écrit pour cet album. Échec commercial, l'album ne parvient pas à se classer aux États-Unis, mais se fraie une place en Europe, où Midnight at the Lost and Found atteint la 7e position au Royaume-Uni et en Norvège, 21e en Suède et 26e en Allemagne.
Les chansons Razor's Edge, If You Really Want To et Midnight at the Lost and Found ont été publiées en single mais aucun n'est parvenu à atteindre le hit-parade.

## Liste des titres
| 1. | Razor's Edge                   | Steve Buslowe, Paul Christie, Mark Doyle, Meat Loaf   | 4:07 |
| 2. | Midnight at the Lost and Found | Steve Buslowe, Paul Christie, Meat Loaf, Dan Peyronel | 3:36 |
| 3. | Wolf at Your Door              | Leslie Aday, Steve Buslowe                            | 4:05 |
| 4. | Keep Driving                   | Paul Christie, Paul Jacobs, Meat Loaf                 | 3:30 |
| 5. | The Promised Land              | Chuck Berry                                           | 2:44 |

| 6.  | You Can Never Be Too Sure About the Girl                         | Steve Buslowe, Meat Loaf  | 4:28 |
| 7.  | Priscilla                                                        | Sarah Durkee, Paul Jacobs | 3:33 |
| 8.  | Don't You Look at Me Like That (duo avec Dale Krantz Rossington) | Marshall James Stiler     | 3:27 |
| 9.  | If You Really Want To                                            | George Meyer, Ted Neeley  | 3:38 |
| 10. | Fallen Angel                                                     | Dick Wagner               | 3:38 |

## Musiciens
- Meat Loaf – chants, chœurs (10)
- Mark Doyle – guitares, piano (1, 2, 4), basse (4), synthétiseurs (9), chants (4, 5)
- Rick Derringer – guitares (2-4, 6-9), basse (7)
- Gary Rossington – guitare (8)
- Max Weinberg – batterie
- Tom Edmonds – guitares (4)
- Steve Buslowe – basse
- Paul Jacobs – piano (3, 5, 6, 8-10)
- Dave Lebolt – synthétiseur programmation (9)
- Dale Krantz Rossington – chants féminins (8)
- Chuck Kirkpatrick – chants
- John Sambataro – chants